# 18e régiment d'infanterie légère
Pour les articles homonymes, voir 18e régiment.
Le 18e régiment d'infanterie légère (18e léger) est un régiment d'infanterie légère de l'armée française créé sous la Révolution sous le nom de 18e bataillon de chasseurs.

En 1854, il est transformé et prend le nom de 93e régiment d'infanterie.

## Création et différentes dénominations du18eLéger
- avril 1793  : Formation du 18e bataillon de chasseurs
- 1794 : devient la 18e demi-brigade légère de première formation
- 1796 : transformé en 18e demi-brigade légère de deuxième formation
- 1803 : Renommé 93e régiment d'infanterie de ligne
- 16 juillet 1815 : comme l'ensemble de l'armée napoléonienne, il est licencié à la Seconde Restauration
- 11 août 1815 : création de la légion de Vaucluse.
- 1820 : renommée 18e régiment d'infanterie légère.
- En 1854, l'infanterie légère est transformée, et ses régiments sont convertis en unités d'infanterie de ligne, prenant les numéros de 76 à 100. Le 18e régiment d'infanterie légère prend le nom de 93e régiment d'infanterie de ligne.

## Colonels/Chef de brigadedu18eLéger
18e demi-brigade d'infanterie légère
- 1794-1797 : Maurice, Albert Vidal
- 1797-1803 : Louis Stanislas Xavier Soyez (*), blessé à Bevilacqua le 8 janvier 1797
- 11 octobre 1815-11 mai 1816 : Colonel Charles Louis Sébastien de Staglieno[1]
- 31 août 1848 : colonel Pierre Joseph Auguste Marie Bonini (° 1791-† 1867)

18e régiment d'infanterie légère
- 1803-1805 : Claude Joseph César Balleydier[2], tué à Leoben, le 10 novembre 1805
- 1805-1809 : Hippolyte Cazaux, blessé à Obrowatzo le 21 mai 1809
- 1809 : Charles, Joseph Christiani
- 1809-1813 : Louis-Marie, baron Gaussart, blessé à Marojaros le 24 octobre 1812, blessé à Krasnoï le 16 novembre 1812
- 1813 : Danlion, blessé à Wörlitz le 26 septembre 1813
- 1813-1814 : Meder, tué à Barcelone le 16 février 1814
- 1814 : Amédée Despans-Cubières

Légion de Vaucluse
- 1815-1816 Charles Louis Sébastien Staglieno
- 1816-1823 : François baron Susbielle

18e Régiment d'infanterie légère
- 1823-1825 : Jean-Joseph Coste
- 1825-1829 : Joseph, Marie, Benoît comte de la Moussaye
- 1829-1830 : Jean-Baptiste Deniset
- 1830-1832 : Jean, Claude, Henry Breton
- 1833-1836 : Paul, Nicolas Humblet
- 1836-1842 : Jean-François Thierry
- 1842-1848 : Charles, Thomas Henry
- 1848-1852 : Pierre, Joseph, Augustin, Marie Bonini
- 1852-1856 : Léon, Jacques Parson

## Historique des garnisons, combats et batailles

### Guerres de la Révolution et de l'Empire
Le 18e bataillon de chasseurs est formé à partir des éléments provenant de la dissolution des 2e, 3e et 4e bataillons de volontaires de Corse et d'effectifs divers levés en Corse.

Le 18e bataillon de chasseurs fait les campagnes de 1793 et 1794 en Corse.
La 18e demi-brigade légère de première formation est formée des :
- 18e bataillon de chasseurs levé en Corse
- 3e bataillon de volontaires de Vaucluse
- 3e bataillon de volontaires du Mont-Blanc

La 18e demi-brigade légère fait les campagnes de l'an II, de l'an III et de l'an IV à l'armée d'Italie. 

Lors du second amalgame, elle est incorporée dans la 29e demi-brigade légère de deuxième formation
La 18e demi-brigade légère de deuxième formation est formée des :
- 3e bataillon de la 180e demi-brigade de première formation (2e bataillon du 102e régiment d'infanterie, 7e bataillon de volontaires de la Haute-Saône et 2e bataillon de volontaires de Lot-et-Garonne)
- 200e demi-brigade bis de première formation (3e bataillon de volontaires du Jura, 6e bataillon de volontaires de l'Ain et 6e bataillon bis de volontaires de la Côte-d'Or également appelé 1er bataillon de grenadiers de la Côte-d'Or)
- 12e demi-brigade provisoire de première formation (5e bataillon de volontaires de l'Hérault, 6e bataillon de volontaires de l'Hérault et 7e bataillon de volontaires de l'Hérault)

- Campagne d'Italie (1796-1797) (18e léger)
  - Bataille de La Corona (29 juillet 1796) (18e léger)
  - Bataille de Loano (3 août 1796) (18e léger)
  - Bataille de Salo (4 août 1796) (18e léger)
  - Bataille de Castiglione (5 août 1796) (18e léger)
  - Bataille de Peschiera (6 août 1796) (18e léger)
  - Bataille de La Corona (12 août 1796) (18e léger)
  - Bataille de Rosoverdo (2 septembre 1796) (18e léger)
  - Bataille de La Favorite (15 septembre 1796) (18e léger)
  - Bataille du pont d'Arcole (15-17 novembre 1796) (18e léger)
  - Bataille de Saint-Michel (12 janvier 1797) (18e léger)
  - À partir du 18 janvier 1797, expédition contre Rome et rétablissement de l'ordre à Venise et à Vérone (18e léger)
- 1797-1798 : Armée d'Angleterre (18e léger)
  - Garnison à Rennes, Dinan et Huningue (18e léger)
- Campagne d'Italie (1799-1800) (18e léger)
  - Le 18e léger passe l'Adige à Peschiera sur Rivoli
  - Bataille de Polo (30 mars 1799) (18e léger)
  - Bataille du pont de Lecco (26 avril 1799) (18e léger)
  - Combat de la Pieva (5 juin 1800) (18e léger)
- 1800-1801 : en garnison à Maastricht (18e léger)
- 1801-1802 : en garnison à Lille (18e léger)
- 1802 : un bataillon est envoyé aux Indes (18e léger)

En 1803 l'unité est renommée 18e régiment d'infanterie légère.
- 1803 : en garnison à Utrecht (18e léger)
- Campagne d'Autriche (1805) (18e léger)
  - Bataille d'Ulm (15 au 17 octobre 1805) (18e léger)
  - 2 décembre : Bataille d'Austerlitz
- 1806 : en garnison en Dalmatie (18e léger)
  - Bataille de Debilbric (26 septembre 1806) (18e léger)
- 1808
  - VIIe C.A de Catalogne Gouvion St Cyr Division Souhami(5 décembre prise de Rosas)
  - Bataille de Rosas
- 1809 Campagne d'Allemagne et d'Autriche (1809)
- Les 3e et 4e bataillon participent à la Campagne d'Allemagne et d'Autriche (1809) (les 1er et 2e bataillon restent en Dalmatie) (18e léger)
  - Bataille de Obrovatzo (27 avril 1809)  (18e léger)
  - Combats du pont sur la Brenta, près de Padoue (4 mai 1809) (18e léger)
  - Bataille de la Piave (7 et 8 mai 1809)  (18e léger)
  - Bataille de Gospich (20 mai 1809) (18e léger)
  - Bataille de Wagram (5 et 6 juillet 1809) (18e léger)
- 1810
  - Janvier 1810 : en garnison à Grenoble (18e léger)
  - Juillet 1810 : le 3e bataillon est envoyé en garnison de Barcelone il est rejoint par le 4e bataillon le 28 janvier 1812 (18e léger)
- Guerre d'Espagne (18e léger)
  - Combats du fort de Montjuich (19-20 mars 1811)  (18e léger)
  - Combats de Trenta-Passos (2 décembre 1811) (18e léger)
  - Bataille d'Alta-Fulla (24 janvier 1812) (18e léger)
  - Combats du fort du Mont-Serrat (27 juillet 1812) (18e léger)
  - Opérations sur Tarragone (15 au 24 mai 1813) (18e léger)
  - Défense de Barcelone (mai 1813 au 17 mai 1814) (18e léger)
- 1812 Campagne de Russie
  - Les 1er et 2e bataillon participent à la Campagne de Russie (1812) (18e léger)
  - Bataille de Witebsk (18e léger)
  - Bataille de Smolensk (16 et 17 août 1812) (18e léger)
  - Bataille de la Moskova (7 septembre 1812)(18e léger)
  - Bataille de Maloyaroslavets (24 octobre 1812)(18e léger)
  - Bataille de Krasnoï (15 au 18 novembre 1812)(18e léger)
  - 1813 reconstitution à Grenoble en six bataillons.
- 1813 : Campagne d'Allemagne
  - Bataille de Bautzen
  - 16-19 octobre : Bataille de Leipzig
- 1814 Campagne de France (1814)
  - 12 mai 1814 le 18e léger est supprimé.

### 1815 à 1848
- 1830 : Une ordonnance du 6 septembre créé le 3e bataillon du 18e léger[3]

- 11 août 1815 : création de la légion de Vaucluse.
- 1820 : renommée 18e régiment d'infanterie légère.

- 1830 : Une ordonnance du 6 septembre créé le 3e bataillon du 18e léger[3]

- En 1855, les régiments d’infanterie légère sont transformés en infanterie de ligne, et sont numérotés de 76 à 100. Le 18e prend le nom de 93e régiment d’infanterie de ligne.

## Sources et bibliographie
- Histoire de l'armée et de tous les régiments volume 4 par Adrien Pascal
- Nos 144 Régiments de Ligne par  Émile Ferdinand Mugnot de Lyden
- Patrick Le Lann (dir.), 93e régiment d'infanterie Enghien et 18e régiment d'infanterie légère, 1997 (1re éd. 1996), 23 p. (lire en ligne)
- Les liens externes cités ci-dessous